# Шептулин, Николай Александрович
Никола́й Алекса́ндрович Шепту́лин (29 июня 1969, Москва — 16 января 2018, там же) — российский редактор, издатель, кинорежиссёр и сценарист.

## Биография
Учился на факультете журналистики МГУ, где специализировался на английском романтизме, результатом чего стал его перевод романа Томаса Де Квинси «Исповедь англичанина, употребляющего опиум» (1819, русский перевод издан издательством Ad Marginem в 1994 году).
В 1991—2003 годы — основатель и главный редактор журнала «Место печати» (основного печатного органа «Московской концептуальной школы» — главного течения в русском современном искусстве 1980-90-х годов), в 1992—2001 годы — куратор галереи «Obscuri Viri» и одноимённого издательства.
Одним из первых опубликовал (в издательстве Obscuri Viri) на русском языке романы Владимира Сорокина (1994 — «Норма», «Роман»). С начала 1990-х годов издательством «Obscuri Viri» выпущено более 25 изданий Дмитрия Пригова, Бориса Гройса, Юрия Лейдермана, Сергея Ануфриева, Павла Пепперштейна, Юлии Кисиной и других русских авторов.
В 1990-е годы страдал от алкогольной зависимости.
С 2001 года член Московского союза художников (секция искусствоведов и критиков).
Скончался на 49-м году жизни 16 января 2018 года.

### Фильмография
- 2004 — The Comforter — режиссёр, автор сценария, оператор
- 2008 — Улица Радио — сценарист
- 2010 — Переменная облачность — сценарист (совместно с Владимиром Сорокиным)
- 2010—2012 — Матрешка — сценарист (совместно с Владимиром Сорокиным)
- 2012 — Да и да — эпизод
- 2013 — Падение лета — сценарист
- 2013 — Победа (короткометражный) — сценарист
- 2014 — Супрематизм — режиссёр-постановщик, сценарист
- 2017 — Центр звезды — сценарист (совместно с Мариной Крапивиной)

## Отзывы
По мнению чешского филолога Томаша  Гланца, короткометражный дебют Н.Шептулина «The Comforter» содержит одновременно основные тематические сюжеты о культуре в целом и средств кинематографа в частности. Это происходит за счёт того, что главными героями являются свет и тьма — день и ночь, «до» и «после», верх и низ, вертикаль и горизонталь, движение и неподвижность, начало и конец. Все процессы адресованы зрителю и сопровождаются фоновой музыкой, которая не только подкрепляет определенные семантические нюансы, но является центральным принципом – ритмом.

В фильме ритм подчиняется нарративу, это сюжетное кино, хотя сюжет оказывается весьма отвлеченным. Фильм предлагается зрителю как некий абстрактный мотор, состоящий из конкретных деталей, которые, однако, надо снабдить неким индивидуальным вектором восприятия.— Glanc T. The Comforter // Wiener Slawistischer Almanach. — 2007. — Bd. 59.

Наш кинематограф движется очень непредсказуемо — так же, как и многие другие процессы в России. Россия этим и интересна. Здесь очень много гротеска и гротеск существует сам по себе. Может быть, он и мешает нам стать мощной кинодержавой… Когда жизнь литературна и театральна, больше всего страдает кино. Нужны люди с пристальным взглядом. Новые люди. И они есть. Я знаю одного человека, который может состояться как крупный режиссёр. Это Николай Шептулин. Он говорит и думает на языке кино, а сейчас это редкость даже у признанных режиссёров.— Сорокин В. (цит. по: Гусятинский Е. Владимир Сорокин: «Россия некинематографична» // Искусство кино. — 2006. — № 5.)